# Bilall Fallah
Bilall Fallah (Arabisch: بلال فلاح, geromaniseerd: Bilāl Fallāh; Vilvoorde, 4 januari 1986) is een Belgisch-Marokkaans filmregisseur en scenarioschrijver.

## Biografie
Fallah studeerde film aan de Hogeschool Sint-Lukas in Brussel, samen met Adil El Arbi, met wie hij later onder andere de langspeelfilm Image maakte. Het budget van deze film werd gewonnen met een VAF-wildcard voor hun kortfilm Broeders. Ze besloten meteen een langspeelfilm te maken.

## Filmografie

### Als regisseur (samen met Adil El Arbi)
- 2011 – Broeders (kortfilm)
- 2012 – Bergica (televisieserie, ook acteur)
- 2014 – Image (langspeelfilm)
- 2015 - Black (langspeelfilm)
- 2018 - Patser (langspeelfilm)
- 2020 - Bad Boys for Life (langspeelfilm)
- 2021 - Grond (televisieserie)
- 2022 - Rebel[2] (langspeelfilm)
- 2022 - Ms. Marvel (televisieserie, 2 afleveringen, tevens ook producent)
- 2024 - Bad Boys: Ride or Die (langspeelfilm)
- 2025 - Patsers (langspeelfilm)

### Als acteur
- 2017 - Tabula Rasa